# Stizus spectrum
Stizus spectrum (лат.) — вид песочных ос из подсемейства Bembicinae (триба Stizini). Центральная Азия: Афганистан, Туркменистан. Длина около 2 см (от 20 до 24 мм). Основная окраска тела чёрная и рыжая (брюшко с 4-го по 7-й тергиты чёрноё, остальные части тела и половина 3-го тергита спереди рыжие). Крылья затемнённые. Усики самок 12-члениковые (у самцов состоят из 13 сегментов). Внутренние края глаз субпараллельные (без выемки). Брюшко сидячее (первый стернит брюшка полностью находится под тергитом). В переднем крыле три кубитальные ячейки. Гнездятся в земле. Вид был впервые описан в 1901 году австрийским энтомологом Антоном Хандлиршом (Anton Handlirsch, 1865—1935) по материалам из Афганистана (около Кушки).